# Kanal 10
Kanal 10 är en kristen svenskspråkig TV-kanal som ägs av Kanal 10 Media AB. Samtliga program som sänds på kanalen har ett kristet budskap. Kanalen har för avsikt att samtliga program som sänds antingen ska ha svenskt tal eller text. Kanalen är kostnadsfri och finansierad av reklam, privata donationer och donationer från kyrkor, samfund och församlingar. Man sänder bland annat från Oasrörelsen inom Svenska kyrkan men även från olika frikyrkoförsamlingar. Kanalen har en tydligt frikyrklig prägel.

## Innehåll
Kanalen har en ekumenisk hållning och styrs därför inte av något specifikt protestantiskt samfund eller någon speciell rörelse. Utbudet av program varierar mellan bland annat gudstjänster och barnprogram. Det mesta som sänds är material som är inspelat på förhand, men exempelvis kanalens egenproducerade cafékvällar brukar direktsändas, liksom även en del kristna konferenser. Kanalen sänder även långfilmer, debatter, ungdomsprogram, musikprogram och förbönsprogram.

## Mottagning
Kanal 10 distribueras via satellit och kan tas emot gratis (utan abonnemang) från Astra 4A (Sirius) med en normalstor parabolantenn. Kanalen ligger på transponderfrekvensen 11996 och har polarisation Horrisontell. Symbol Rate är 27500 och FEC 3/4.
På kabel-TV finns kanalen tillgänglig som betalkanal i Tele2s nät, men även i vissa mindre kabel-TV-nät som i Närpes och Solf.

## Radio 10
Kanal 10 har även en webbradiokanal, Radio 10, som startade 3 augusti 2009 och som sänder kristen musik dygnet runt. 